# Tortoreto
Tortoreto là một đô thị và thị xã của Ý. Đô thị này thuộc tỉnh Teramo trong vùng Abruzzo. Tortoreto có diện tích 23 km2, dân số theo ước tính năm 2005 của Viện thống kê quốc gia Ý là 8536 người. 
Các đơn vị dân cư:
Đô thị Tortoreto giáp với các đô thị: